# Chiesa di Sant'Antonio (San Giovanni Bianco)
La chiesa di Sant'Antonio è un luogo di culto cattolico di Pianca, frazione di San Giovanni Bianco, in alta val Brembana, in provincia e diocesi di Bergamo.

## Storia
L'edificio fu edificato nell'ultimo decennio del XIX secolo su una struttura preesistente, che sicuramente risaliva a prima del XV secolo, come testimonierebbero gli affreschi strappati da un vano posto nei locali che si trovavano sopra il portico, che indicherebbero un luogo di culto sicuramente precedente. Questi dipinti sono stati strappati e poi collocati e conservati nel stanza adibita a sagrestia. La chiesa è sussidiaria della parrocchia di San Giovanni Bianco.

## Descrizione

### Esterno
L'edificio di culto è posto leggermente dislocato dal centro urbano della piccola località e preceduto dal sagrato con pavimentazione in ciottolato delimitato da paracarri. La facciata in stile neo classico, è ornata da un'ampia struttura ad arco, una grande finestra rettangolare, atta a illuminare l'aula, e terminante con il timpano triangolare. Presenta nella parte destra un ampio porticato con tetto ligneo a falda unica, che con grandi aperture ad archi conduce al locale della sacrestia. Lo spazio conserva parti di pittura a fresco. Sul lato opposto della chiesa, fiancheggiata dalla strada comunale, vi è la torre campanaria in pietra.

### Interno
L'interno a unica navata con la copertura da volta a botte e altari laterali, espone come pala d'altare la tela di Carlo Ceresa. Il dipinto San Rocco fra i Santi Sebastiano e Bartolomeo; olio su tela (155x104) è stato realizzato dall'artista nel 1630 e riporta la scritta: ex voto comunitas, fu infatti realizzato in occasione della peste, e raffigura i santi protettori. La tela, che è stata allungata di qualche centimetro, presenta affinità con dipinti di Palma il Giovane e Annibale Carracci. 
Vi è il dipinto Madonna in trono col Bambino detta Madonna della pietà di autore del territorio e oggetto di devozione popolare. Della piccola chiesa proviene anche la statua quattrocentesca raffigurante sant'Antonio abate restaurata nel 2007 con la collaborazione della dottoressa Emanuela Daffra.
La sagrestia che è posta tra l'abside e la canonica conserva i dipinti quattrocenteschi a fresco, tra le quali una Madonna in trono col Bambino.